# Гаравалья, Мария Пия
Мария Пия Гаравалья (итал. Mariapia Garavaglia; род. 10 августа 1947, Кугджоно, Ломбардия) — итальянский государственный деятель, министр здравоохранения (1993—1994).

## Биография
Родилась 10 августа 1947 года в Куджоно, Ломбардия. Получила образование по литературе и политическим наукам в Католическом университете Святого Сердца в Милане.
После окончания учёбы работала преподавателем литературы в средних школах. В 1996—2007 годах она проводила семинары на кафедре биоинженерии Миланского политехнического университета.
В 1979 году она была избрана в Палату депутатов. Гаравалья получила известность 27 сентября 1980 года, когда стала одним из двух депутатов от Христианско-демократической партии, опоздавших на несколько минут на голосование по экономическим предложениям, проиграв 297 против 298 голосов, что привело к отставке премьер-министра Франческо Коссиги.
С апреля 1993 по май 1994 года занимала должность министра здравоохранения. С 2003 по 2008 год она также занимала пост заместителя мэра Рима.
В 2008 году была избрана в Сенат, пробыв в этой должности до 2014 года. Гаравалья также известна своей работой в итальянском Красном кресте.